# Nueva Arcadia (Copán)
Nueva Arcadia est une municipalité du Honduras, située dans le département de Copán.

## Composition
Fondée en 1837, la municipalité de Nueva Arcadia comprend 13 villages et 67 hameaux. Le chef lieu de la municipalité est la ville de La Entrada.
| Code   | Villages                  |
| ------ | ------------------------- |
| 041301 | La Entrada                |
| 041302 | Agua Buena                |
| 041303 | Buenos Aires              |
| 041304 | Chalmeca                  |
| 041305 | Jimerico ou Piedra Parada |
| 041306 | La Cuchilla               |
| 041307 | La Unión                  |
| 041308 | Los Pozos                 |
| 041309 | Los Tangos                |
| 041310 | Nueva Arcadia             |
| 041311 | Quebrada Seca             |
| 041312 | San Isidro                |
| 041313 | San Pablo del Roble       |

## Crédit d'auteurs
- (es) Cet article est partiellement ou en totalité issu de l’article de Wikipédia en espagnol intitulé « Nueva Arcadia » (voir la liste des auteurs).